# Senna Lodigiana
Senna Lodigiana é uma comuna italiana da região da Lombardia, província de Lodi, com cerca de 2.020 habitantes. Estende-se por uma área de 26 km², tendo uma densidade populacional de 78 hab/km². Faz fronteira com Ospedaletto Lodigiano, Somaglia, Orio Litta, Calendasco (PC).

## Demografia
| Variação demográfica do município entre 1861 e 2011                               |
|                                                                                   |
| Fonte: Istituto Nazionale di Statistica (ISTAT) - Elaboração gráfica da Wikipedia |